# Schlacht von Te-li-ssu
Port Arthur (Seeschlacht) – Tschemulpo – Yalu – Nanshan – Te-li-ssu – Hitachi-Maru-Vorfall – Motien-Pass – Tashihchiao – Hsimucheng – Port Arthur (Belagerung) – Gelbes Meer – Ulsan – Korsakow – Liaoyang – Shaho – Sandepu – Mukden – Tsushima – Sachalin
Die Schlacht von Te-li-ssu (auch Schlacht von Wafangou genannt) war eine Landschlacht im Russisch-Japanischen Krieg und wurde vom 1. Junijul. / 14. Junigreg. bis zum 2. Junijul. / 15. Juni 1904greg. zwischen dem Kaiserlich Japanischen Heer und dem Kaiserlich Russischen Heer ausgetragen. Die Schlacht fand in der Nähe des Dorfes Te-li-ssu (chinesisch 得利寺, Pinyin Délìsì) in der Nähe des heutigen Wafangdian in der Provinz Liaoning (China) statt und endete mit einem japanischen Sieg.

## Vorgeschichte

### Russische Aufstellung
Der russische Oberbefehlshaber General Alexei Kuropatkin wollte nach wie vor Verstärkungen abwarten, um eine große Armee aufzustellen, bevor er in die Offensive ging. Doch nach der verlorenen Schlacht am Nanshan bekam Kuropatkin im Juni 1904 direkte Order von Vizekönig Jewgeni Alexejew, umgehend das eingeschlossene Port Arthur zu entsetzen. Kuropatkin war gezwungen, einen großen Teil seines Heeres bei Liaoyang zu belassen, da japanische Truppen sich wenige Tagesmärsche südöstlich von diesem befanden. Der unglückliche Entsatzversuch entfiel somit auf die am südlichsten positionierten russischen Truppen, dem I. Sibirischen Armeekorps, unter Generalleutnant Georgi Stackelberg. Verstärkt wurde das Armeekorps durch die 2. Brigade der 35. Infanteriedivision, die einige Monate zuvor aus Westrussland eingetroffen war und als Eliteeinheit galt.

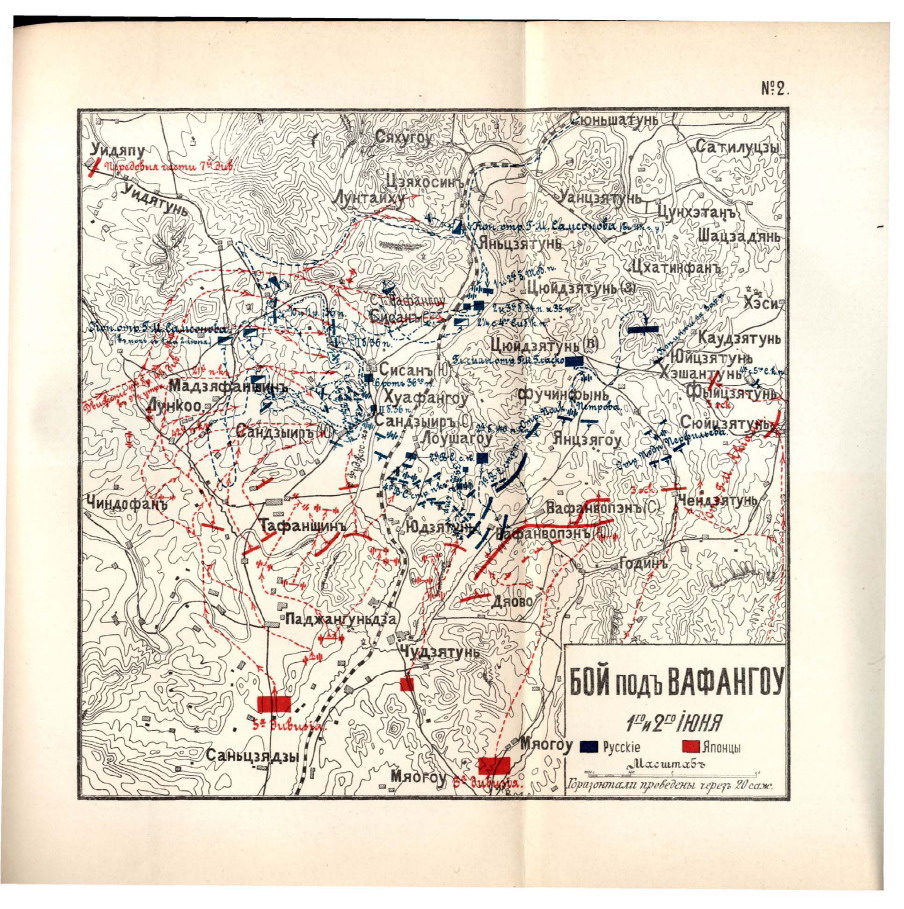
Zeitgenössische Karte der Schlacht von Te-li-ssu

Bis zum 19. Mai 1904 waren Stackelbergs Truppen zirka 60 Kilometer südlich von Liaoyang. Am 28. Mai besuchte Kuropatkin die vorrückenden Einheiten, um mit Stackelberg die weitere Vorgehensweise zu besprechen. Am 5. Juni waren 3/4 von Stackelbergs Einheiten um Te-li-ssu eingetroffen, doch Befehle von Kuropatkin hinderten ihn, weitervorzurücken. Kuropatkin wollte nicht riskieren, Stackelbergs 30.000 Mann gegen einen überlegenen Feind in die Schlacht zu schicken, wie dies 5 Wochen zuvor in der Schlacht am Yalu der Fall gewesen war. In den darauffolgenden Tagen diskutierten Stackelberg und Kuropatkin, wie weiterhin zu verfahren sei als am 13. Juni 1904 sie ein Telegram erreichte, die das Vorrücken der Japaner verkündete. Umgehend stellte Stackelberg 25 Bataillone mit 90 Geschützen zirka 5 Kilometer südlich von Te-li-ssu zu beiden Seiten der Eisenbahnstrecke auf. Redouten waren angelegt worden und die Infanterie hatte sich eingegraben. Diese hastig angelegten Gräben waren zirka 25 cm tief und 90 cm lang. Die ausgegrabene Erde wurde vor dem „Graben“ zu einem zirka 40 cm hohen Hügel aufgeschüttet, der mit Sträuchern getarnt wurde. In den vergangenen Wochen hatten die Russen auf ihrem Vormarsch in unregelmäßigen Abständen immer wieder Verteidigungsstellungen ausgehoben, sodass am Tag der Schlacht nur eine Redoute von den zuletzt fünf angelegten in die Verteidigungsstellung einbezogen werden konnte. Obwohl in der Offensive, waren die Russen schlagartig defensiv geworden.
Stackelberg war von seiner Kavallerie informiert worden, dass die Japaner mit zirka 20.000 Mann anrückten. Seine Meinung dazu war, dass diese Zahl wahrscheinlich übertrieben sei und es sich eher um japanische Aufklärung handelte. Doch am 14. Juni 1904 begannen die Japaner mit ihrem Angriff auf die russischen Stellungen.

### Japanische Aufstellung
Nach der Schlacht am Nanshan wurde die japanische 2. Armee unter General Oku Yasukata beauftragt, jeglichen russischen Entsatzversuchen entgegenzutreten. Als General Oku die feindlichen Kräfte bei Te-li-ssu ausmachte zögerte er keinen Augenblick und erließ am 13. Juni den Befehl, die Russen am nächsten Tag frontal und an der linken Flanke (Umfassungsversuch) anzugreifen. Dazu dehnte er seine Front auf bis zu 30 Kilometer aus. Dabei verzichtete Oku auf weitere Aufklärung und formulierte detaillierte Angriffspläne für alle Einheiten. Er verzichtete somit darauf, am Tage der Schlacht spontane Entscheidungen auf aktuelle Gegebenheiten zu treffen.

## Die Schlacht

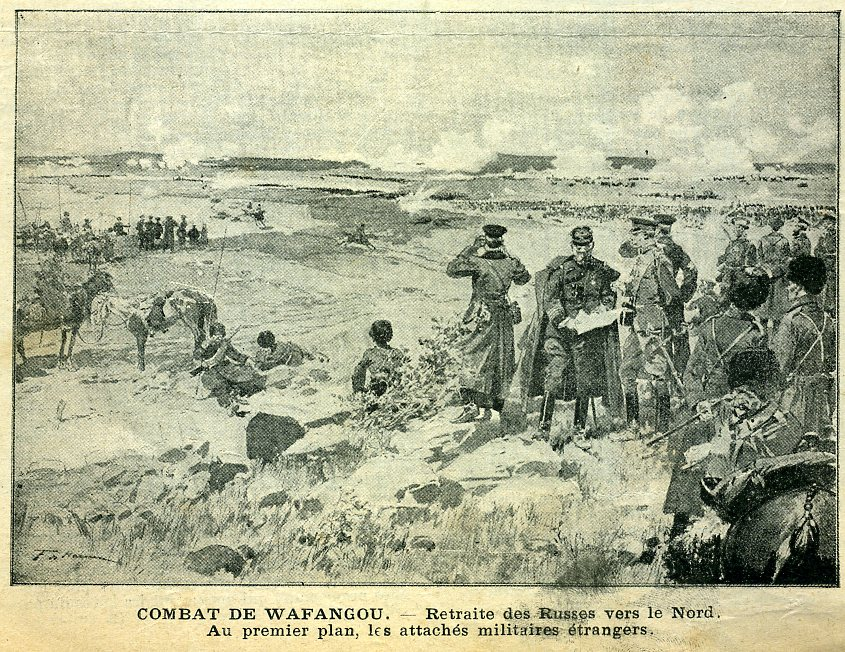
Zeitgenössische Darstellung der Schlacht, russische Offiziere zeigend (rechts), während links einige Kosaken sich eine Ruhepause gönnen. Aus der 'Le Patriote Illustré'

Am 14. Juni rückten die 3. und 5. japanische Division in der Mitte vor und hatten vorerst keine Feindberührung. Auf dem rechten japanischen Flügel gingen das 34. Regiment, eine Batterie und zwei Schwadronen der 3. Division Richtung Ssu-chia-tun auf Te-li-ssu vor. Diese griffen eingegrabene Russen an und erlitten dabei schwere Verluste. Der Angriff an dieser Stelle veranlasste Stackelberg, Verstärkungen hierhin zu beordern – und spielte somit in General Okus Hände. Oku hatte dies geplant und seine am Vortag aufgestellten Verbände befolgten nun seine Instruktionen.
Die auf höherem Gelände positionierten Russen eröffneten nun mit ihren Feldgeschützen eine Kanonade, die durch Rauchentwicklung in dem teilweise unwegsamen Gelände die Sicht erschwerte. Das japanische 41. Regiment besetzte ab 13:00 Uhr Chu-chia-tien und den Hügel 1050. Sofort wurde eine Batterie auf den Hügel befohlen, die von dort den russischen Generalstab nahe Wu-chia-tun erspähte und diesen beschoss. Im Gegenzug zielten nun 3 russische Batterien auf Hügel 1050 und zwangen die japanischen Artilleristen, Schutz zu suchen und vorerst ihre Geschütze aufzugeben. Nun beteiligte sich weitere japanische Artillerie und das Artilleriegefecht dauerte bis 19:00 Uhr. Dabei zeigte sich, dass die japanischen Kanoniere nicht nur zahlenmäßig überlegen, sondern auch gut ausgebildet waren. Am Ende des Tages hatten einige russische Artillerieeinheiten keine kommandierenden Offiziere mehr.
Am Abend des 14. Juni gab General Oku neue Instruktionen für den folgenden Tag aus, und die japanischen Einheiten näherten sich während der Nacht den russischen Stellungen. Dadurch war den Russen der japanische Angriffsschwerpunkt verborgen geblieben. Während die Japaner die Initiative ergriffen, blieben die Russen starr defensiv. Okus Gegenüber Stackelberg hatte ebenfalls Befehle ausgegeben: die Order 104. Doch die Order schien nur wenige erreicht zu haben. General Glasko, Befehlshaber des 2. Bataillon/35. Brigade, erhielt den Befehl die Japaner mit Hilfe eines Bataillons des 34. Ostsibirischen Regiments vor Wa-fang-wo-pu anzugreifen. Auf Rückfrage bei dessen Kommandeur General Gerngross bekam Glasko zwar Zusicherung der Hilfe, doch Gerngross schien von dem Befehl nichts zu wissen. Die interne Kommunikation und damit die Abstimmung der Verteidigung der Russen schien offensichtlich nicht zu funktionieren.
Am 15. Juni, kurz nach 4:00 Uhr, begann die japanische Artillerie auf die russische linke Flanke zu feuern. Der Beschuss hielt bis 9:00 Uhr an. Zwischendurch hatten die Russen Verstärkungen in Form von 6 Bataillonen der 9. Division erhalten, die eigentlich 24 Stunden vorher bereits hätten eintreffen sollen. Diese Einheiten wurden hastig auf die rechte russische Flanke befohlen.
Um 9:00 Uhr begann der Angriff der japanischen 2. Armee, die, in einem Halbkreis aufgestellt, sich konzentrisch auf Te-li-ssu zubewegte. Die Japaner warfen jeden Mann und jedes Geschütz nach vorne.
Ab 10:00 Uhr wollte Stackelberg mit einem Gegenangriff auf seiner linken Flanke beginnen, und alle russischen Geschütze eröffneten das Feuer. Das folgende Artillerieduell hielt ohne Pause bis 10:45 Uhr an. Dabei zeigte sich, dass das japanische Feuer mit Schrapnells und hochexplosiven Geschossen zu erheblichen Verlusten bei den Russen führte. Der russische Gegenangriff blieb folglich stecken und ab 12:45 Uhr zogen sich die ersten russischen Einheiten wohlgeordnet zurück. Der rechte russische Flügel geriet nun in Gefahr eingekesselt zu werden. General Stackelberg zeigte große Disziplin beim Rückzug, doch die japanische Artillerie forderte einen hohen Zoll unter den zurückweichen Russen.
Die siegreichen Japaner besetzen das von den Russen geräumte Schlachtfeld.

## Verluste
Die Russen hatten offiziell Gesamtverluste von 3.772 Mann (489 Tote, 2.494 Verwundete und 889 Vermisste) obwohl die tatsächlichen Verluste wahrscheinlich höher gewesen sein mögen. Darüber hinaus konnten die Japaner 16 Geschütze und 46 Munitionswagen erbeuten. Die Gesamtverluste der Japaner betrugen mit 1.163 Mann (217 Tote und 946 Verwundete) lediglich ein Drittel der Russen. Hauptsächlich sind die größeren Verluste auf Seiten der Russen der japanischen Artillerie zuzuschreiben.

## Folgen
Die gut eingegrabenen Russen hatten verpasst, den Japanern einen Schlag zu versetzen und damit Port Arthur zu entsetzen. Stattdessen verloren sie kostbare Zeit, um sich neu zu gruppieren und erneut einen Angriff zu starten. Einen Monat später kam es zirka 100 Kilometer nordöstlich zur Schlacht von Tashihchiao.

## Notizen
1. ↑  The official history of the Russo-Japanese war, Volume 2
 By Great Britain. Committee of Imperial Defence, S. 136
2. ↑  The official history of the Russo-Japanese war, Volume 2
 By Great Britain. Committee of Imperial Defence, S. 133
3. ↑  The official history of the Russo-Japanese war, Volume 2
 By Great Britain. Committee of Imperial Defence, S. 137
4. ↑  The official history of the Russo-Japanese war, Volume 2
 By Great Britain. Committee of Imperial Defence, S. 137
5. ↑  The Russo-Japanese War: Reports from British Officers Attached to ..., Volume 3 By Great Britain. War Office, S. 83
6. ↑  The Russo-Japanese War: Reports from British Officers Attached to ..., Volume 3 By Great Britain. War Office, S. 83
7. ↑  The Russo-Japanese War: Reports from British Officers Attached to ..., Volume 3 By Great Britain. War Office, S. 84
8. ↑  The Japanese in Manchuria, 1904, Volume 1, By Emilien Louis Victor Cordonnier, S. 244
9. ↑  The Japanese in Manchuria, 1904, Volume 1, By Emilien Louis Victor Cordonnier, S. 262
10. ↑  The Japanese in Manchuria, 1904, Volume 1, By Emilien Louis Victor Cordonnier, S. 255
11. ↑  The official history of the Russo-Japanese war, Volume 2, By Great Britain. Committee of Imperial Defence, S. 138